# Wratislavia Cantans
Wratislavia Cantans ist ein Musikfestival, das in der polnischen Stadt Breslau beheimatet ist. Es findet seit 1966 jedes Jahr im September statt. Bei diesem Festival liegt der Schwerpunkt der dargebotenen Werke auf Oratorien, Kantaten und älterer Musik.
2013 hat Giovanni Antonini die künstlerische Leitung des Festivals übernommen.
Das Festival ist Mitglied der European Festivals Association.